# 정렬대로
정렬대로(Jeonglyeol-daero Road, 整列大路, 국도 제79호선의 일부)는 창원시 의창구 소계동과 북면 마산리를 잇는 창원시의 간선도로이다.

## 주요 경유지
경상남도
- 창원시 의창구 (소계동  ·  동정동  ·  소답동) - 창원시 의창구 (북면)

## 노선
- 소계광장 ~ 소계육교 ~ 의안교차로 ~ 화천교차로(북창원 나들목 - 남해고속도로) ~ 동전교차로 ~ 마산삼거리

| 이름                 | 접속 노선                            | 소재지          | 소재지          | 비고            |
| 창원대로와 직결      | 창원대로와 직결                      | 창원대로와 직결 | 창원대로와 직결 | 창원대로와 직결 |
| -------------------- | ------------------------------------ | --------------- | --------------- | --------------- |
| 소계광장 교차로      | 국도 제14호선 (의창대로)             | 창원시          | 의창구          |                 |
| 소계지하차도         |                                      | 창원시          | 의창구          |                 |
| (이름 없음)          | 금강로                               | 창원시          | 의창구          |                 |
| 의안 교차로 (의안교) | 천주로                               | 창원시          | 의창구          |                 |
| 굴현터널             |                                      | 창원시          | 의창구          |                 |
|                      | 북면                                 | 창원시          |                 |                 |
| 용전IC               | 지개남산로                           | 창원시          |                 |                 |
| 지개1교 지개2교      |                                      | 창원시          |                 |                 |
| 화천 교차로 (외감교) | 천주로                               | 창원시          |                 |                 |
| 신천1교              |                                      | 창원시          |                 |                 |
| 감계천교             |                                      | 창원시          |                 |                 |
| 동전 교차로 (동전교) | 무동로 백월로                        | 창원시          |                 |                 |
| 신천2교 신천3교      |                                      | 창원시          |                 |                 |
| 마산 교차로          | 국가지원지방도 제60호선 (신촌본포로) | 창원시          |                 |                 |
| 낙동강대로와 직결    |                                      |                 |                 |                 |

1. ↑  교차로와 나들목뿐만 아니라 인근 지역의 건물 및 시설 등도 포함